# Potawatomi

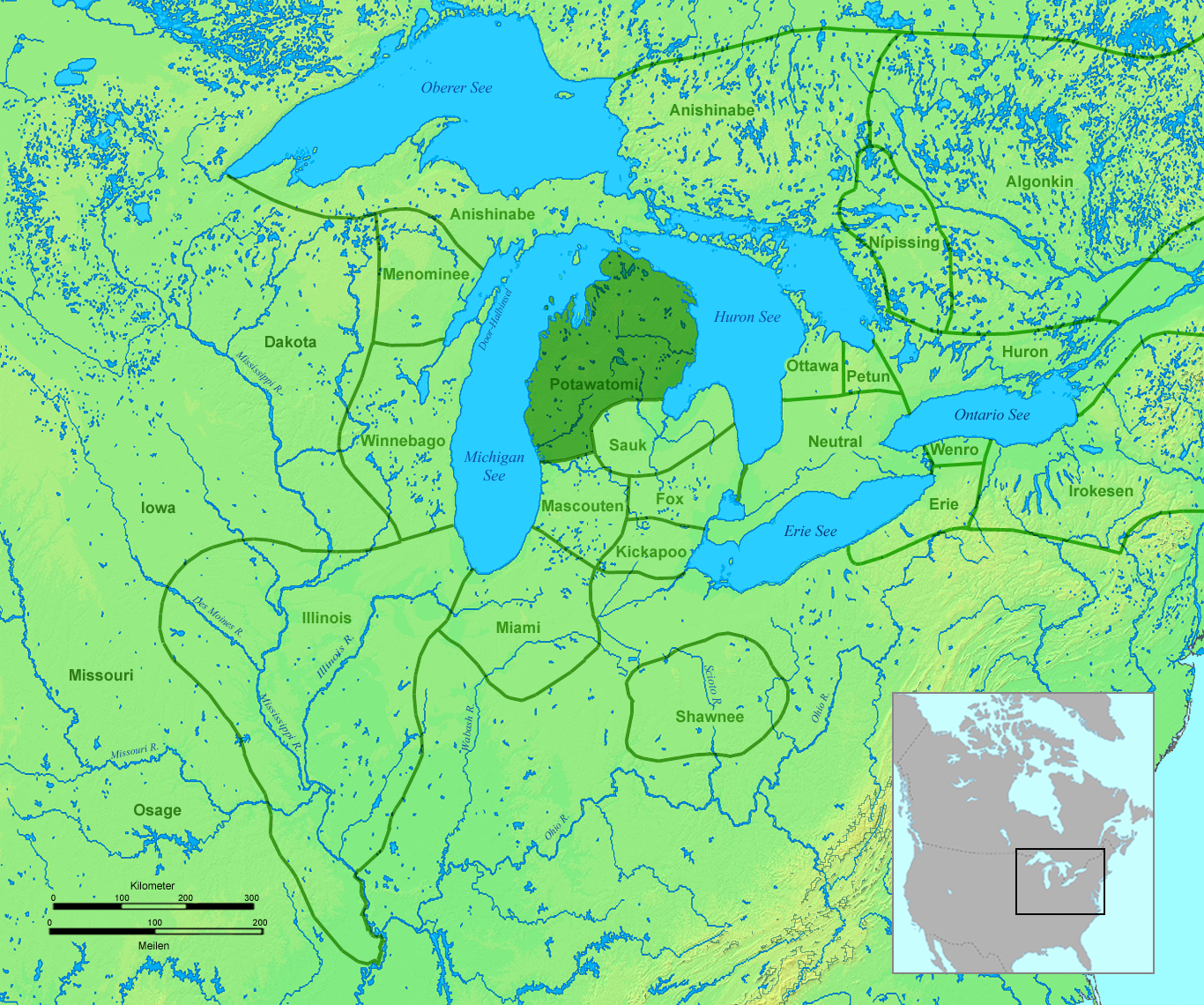
Wohn- und Jagdgebiet der Potawatomi vor 1641

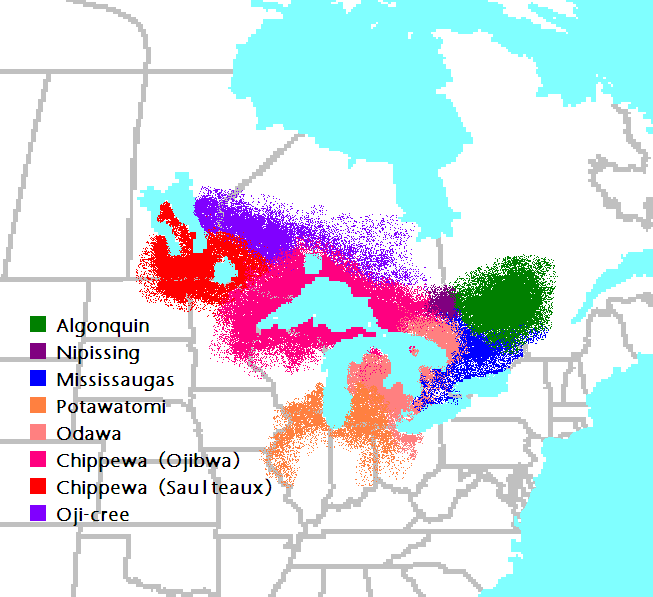
Verbreitung der Anishinaabe(g)-Stammesgruppe um 1800

Die Potawatomi (auch Pottawatomie oder Pottawatomi) sind ein indigenes Volk der Algonkin-Sprachfamilie aus der Region des oberen Mississippi River. Kulturell sowie historisch zählen die Potawatomi zur Stammesgruppe der Anishinaabe(g) („Erstes Volk“, „Originales Volk“, oder „Wesen Geschaffen aus dem Nichts“), die verschiedene Varianten und Dialekte des Anishinaabemowin sprachen – der auch die Anishinabe (Ojibwe oder Chippewa), Saulteaux (Salteaux), Mississauga, Odawa (Ottawa), Algonkin (Algonquin), Nipissing und Oji-Cree (Severn Ojibwa) angehören.
Heute gibt es in Kanada neun First Nations und in den USA acht staatlich anerkannte Stämme (federally recognized tribes) der Potawatomi oder mit großer Potawatomi-Bevölkerung; die Potawatomi zählen heute insgesamt rund 28.000 Stammesangehörige.

## Name
Die Potawatomi nannten und nennen sich selbst „Neshnabé“ (ohne Synkope: „Eneshenabé“, Plural: „Neshnabék“), eine Wortgleichung von Anishinaabe(g) und Nishnaabe(g), der Selbstbezeichnung der Anishinabe (Ojibwe oder Chippewa) und Odawa (Ottawa).
Die Potawatomi gehörten dem Council of Three Fires („Rat der drei Feuer“, in Anishinaabemowin: Niswi-mishkodewin) an, einer losen, mächtigen Allianz mit den benachbarten Anishinabe (Ojibwe und Chippewa) und Odawa (Ottawa).
Der Name „Potawatomi“ leitet sich von Potawatomink(g) oder Boodewaadamii (in Odawa (Nishnaabemwin, Daawaamwin): Boodwadmii(g)), der Bezeichnung der benachbarten Anishinabe (Ojibwe und Chippewa) für die Neshnabék her, und bedeutet so viel wie „Bewahrer des Herdfeuers“, was sich auf das Ratsfeuer des Council of Three Fires bezieht. Die Neshnabék übernahmen die Bezeichnung und nannten und nennen sich seither gegenüber Außenstehenden meist Bodéwadmi (ohne Synkope: Bodéwademi, Plural: Bodéwadmik, abgel. von: bodewadm oder bodewadem – „das Herdfeuer bewahren/hüten“).

## Sprache
Das Potawatomi (auch Neshnabémwen, manchmal Bodéwadmimwen, Bodéwadmi Zheshmowen – „Potawatomi-Sprache“) ist eng verwandt mit der Sprache der Ojibwe (Anishinaabemowin), Cree–Montagnais–Naskapi, Menominee (Omāēqnomenew), Miami-Illinois (Myaamia), Mesquakie-Sauk-Kickapoo (Meshkwahkihaki), wobei es dem Ojibwe am nächsten steht – jedoch ist es kein Dialekt des Ojibwe, wie früher angenommen wurde. Es weist nicht nur Parallelen in Klang und Struktur mit dem südlichen Ojibwe und Odawa (Nishnaabemwin, Daawaamwin) auf, sondern teilt auch zahlreiche ähnliche Vokabeln mit den Meskwaki-, Sauk- und Kickapoo-Dialekten.
Es gibt zwei regionale Dialektgruppen innerhalb des Neshnabémwen (Potawatomi): Südliches Potawatomi in Kansas und Oklahoma und Nördliches Potawatomi im Gebiet der Großen Seen.
Einige westliche Potawatomi bedienen sich heute bei ihren Ritualen bestimmter Gedächtnisstützen in Form von Piktogrammen, die auf Birkenrinde gezeichnet werden. Damit bleiben lange und komplexe religiöse Zeremonien besser in der Erinnerung erhalten. Charles F. Hockett entwickelte 1960 ein phonetisches Alphabet für die Potawatomi-Sprache, doch es fand weder größere Akzeptanz noch praktische Anwendung. Ein zweites System wurde 1974 von John Nichols zusammen mit den Forest County Potawatomi of Wisconsin entwickelt.
In den 1970er Jahren gab es bei den Potawatomi den Umzug zahlreicher Personen in andere, häufig weit entfernte Gemeinden. Stammesangehörige vermischten sich zum Beispiel mit weißen Amerikanern, Menominee, amerikanischen und kanadischen Chippewa und Odawa, sowie Kansas Kickapoo. Zudem lebten viele ältere Potawatomi-Sprecher in den Städten, zusammen mit ihren Englisch sprechenden Kindern und Enkeln, und hatten keine Gelegenheit, ihre traditionelle Sprache anzuwenden. Um 1970 gab es nur noch wenige Orte, in denen Potawatomi gesprochen wurde. Vermutlich zählten sie nicht mehr als rund 1000 Personen, die meisten davon im Kansas Potawatomi und Kickapoo Reservat (350) und in Oklahoma (200).

## Council of Three Fires
Einst waren die verschiedenen Anishinaabemowin-sprechenden Anishinaabe(g) ein Volk oder ein Zusammenschluss eng verwandter bands (englisch „Stammesgruppen“) aus dem Nordosten Nordamerikas. Später spalteten sich die Anishinaabe(g) in eine nördliche Gruppe (Algonkin (Algonquin), Nipissing, Mississaugas und Oji-Cree (Severn Ojibwa)) und in eine südliche Gruppe – wobei die südliche Gruppe (Anishinabe (Ojibwe oder Chippewa), Odawa (Ottawa) und Potawatomi) sich eine enge politisch-militärische Einheit bewahrten und den Kern der Allianz der Council of Three Fires bildeten.
Die einzelnen Mitglieder der Allianz entwickelten spätestens als sie auf ihren Wanderungen von der Atlantikküste nach Westen Michilimackinac erreichten jeweils eigenständige Identitäten als Anishinabe, Odawa sowie Potawatomi.
Innerhalb der Allianz galten die Anishinabe (Ojibwe oder Chippewa) als die „Ältesten Brüder“ (‘Oldest Brother’) sowie als „Hüter/Bewahrer des Glaubens“ (‘Keeper of the Faith’), die Odawa (Ottawa) als die „Mittleren Brüder“ (‘Middle Brother’) sowie als „Hüter/Bewahrer des Handels“ (‘Keepers of the Trade’) und die Potawatomi als „Jüngste Brüder“ (‘Youngest Brother’) sowie als „Bewahrer des Herdfeuers“ (‘Keepers/Maintainers of/for the Fire’). Folglich, wenn die drei Anishinaabe Nationen in dieser speziellen Reihe nacheinander erwähnt werden, ist dies immer ein Anzeichen, dass hiermit meist auch das Council of Three Fires als Ganzes gemeint ist.
Obwohl die Allianz mehrere Versammlungsorte hatte, wurde Michilimackinac auf Grund seiner zentralen Lage der bevorzugte Ort für die Ratsversammlung der verbündeten Stämme. Hier trafen sich diese, um über Krieg, Frieden und Politik sowie über Handel und Diplomatie zu beraten; zudem unterhielten sie von dort aus Kontakt zu den verwandten – und oftmals verbündeten – Ozaagii (Sauk), Odagaamii (Meskwaki), Omanoominii (Menominee), Wiinibiigoo (Ho-Chunk) sowie den Irokesisch-sprachigen Nii'inaawi-Naadawe (auch: Nii'inaa-Naadowe – die „Naadawe/Nadowe (Irokesen) innerhalb unseres Stammesgebiets“, d. h. die Wyandot, da diese oft unter ihnen siedelten) und den Wemitigoozhi (Neu-Frankreich). Zu den Feinden des Council of Three Fires zählten folglich zuerst die Zhaaganaashi (Britisches Weltreich) sowie deren Verbündete den Naadawe (Irokesen-Liga) und den Naadawensiw oder Natowessiw (Sioux) und später der Gichi-mookomaan (Vereinigte Staaten).
Meist jedoch konnten die verbündeten Stämme mittels Handel und Diplomatie Frieden mit den benachbarten Völkern bewahren, jedoch kam es während der sog. Biberkriege (auch Franzosen- und Irokesenkriege, von 1640 bis 1701) sowie auf Grund des wachsenden Siedlungsdrucks der nach Westen vordringende Siedler zu heftigen und besonders grausamen kriegerischen Auseinandersetzungen mit der Irokesen-Liga sowie den Sioux. Während des French and Indian War (auch: Great War for the Empire oder Guerre de la Conquête, von 1754 bis 1763) kämpfte die Allianz zusammen mit der Wabanaki-Konföderation, den Shawnee, Algonkin, den Lenni Lenape sowie den Seven Nations of Canada (Tsiata Nihononwentsiake – „Seven Fires Alliance“, auch The Great Fire of Caughnawaga) (Wyandot, Mohawk von Akwesasne, von Kahnawake und von Kanesetake (einschließlich Algonkin und Nipissing), Abenaki von Odanak und von Becancour (jetzt Wôlinak) sowie Onondaga von Oswegatchie) gegen England; während des Northwest Indian War (auch Little Turtle’s War, von 1785 bis 1795) um das Nordwestterritorium und im Britisch-Amerikanischen Krieg (meist Krieg von 1812) kämpften sie dann gegen die Vereinigten Staaten.
Nach der Gründung der Vereinigten Staaten von Amerika im Jahr 1776, bildete das Council of Three Fires das Kernstück der sich neu formierten pan-indianischen Western Confederacy (auch bekannt als Western Indian Confederacy), die aus Mitgliedern der Irokesen-Liga, der Seven Nations of Canada, der Wabash Confederacy (Wea, Piankashaw, sowie Kickapoo und Mascouten), der Illini-Konföderation sowie den Miami, Mississaugas, Wyandot, Menominee, Shawnee, Lenni Lenape, Chickamauga Cherokee (Lower Cherokee) und Oberen Muskogee bestand. In diesen Kämpfen beteiligten sich auch die Algonkin, Nipissing, Sauk, Meskwaki und andere Stämme.
Das Council of Three Fires war eine der bedeutendsten und mächtigsten Stammeskonföderationen, die auch als People of the Three Fires; Three Fires Confederacy oder als United Nations of Chippewa, Ottawa, and Potawatomi Indians bekannt war.
Im Osten war die Allianz oftmals mit den verwandten Mississaugas (abgeleitet von Missisakis – „viele Flussmündungen“) sowie den verschiedenen Stammes-Konföderationen der Algonkin verbündet – insbesondere der Wabanaki-Konföderation sowie den östlichen Cree-Gruppen.

### Integration in die Cree-Konföderation (Nehiyaw-Pwat)
Als die Saulteaux (Anihšināpē) in den 1770er Jahren weiter westwärts und südwestwärts in die Prärieprovinzen Kanadas sowie auf die Nördlichen Plains der USA zogen, entwickelten sie eine auf dem Pferd basierende nomadische Plains-Kultur, gingen auf Bisonjagd und wurden als Plains Ojibwe / Plains Ojibwa bekannt.
Dort schlossen sie sich der mächtigen Cree-Assiniboine-Konföderation (in Cree: Nehiyaw-Pwat – „Cree-Assiniboine“, im Englischen auch: Iron Confederacy) an. Die Cree (‘Nehiyaw’) und Assiniboine (‘Pwat-sak’, inklusive der Stoney) repräsentierten die Mehrheit innerhalb der Konföderation, gefolgt von den Saulteaux / Plains Ojibwa (in Cree: ‘Soto’ genannt). Neben diesen drei dominanten Ethnien zählten kleineren Bands benachbarter Stämme (Chipewyan, Daneẕaa, Kutenai, Flathead, Secwepemc), indianische Händler im Nordwesten – die sich ethnisch zu den Irokesen zählten –, sowie durch Heirat verwandte Métis ebenfalls zu den Nehiyaw-Pwat.
Die verschiedenen Cree-, Assiniboine-, Stoney- und Ojibwa-Bands der Nehiyaw-Pwat heirateten oft untereinander oder gingen Allianzen ein, die durch Familienbande gestärkt wurden – so dass fast jede Band der Iron Confederacy ethnisch und sprachlich gemischter Herkunft war. Viele Bands waren nur noch nominell (dem Namen nach) Cree (‘Nehiyaw’), Nakoda (‘Pwat-sak’ – ‘Assiniboine’ – ‘Stoney’) oder Plains Ojibwa (‘Soto’), da sie von Außenstehenden oft ethnisch und politisch nicht voneinander zu unterscheiden waren.
Generell waren die südlich auf den Plains lebenden Bands tendenziell überwiegend nominell Nakoda, die östlichen und südöstlichen Bands nominell Soto und die nördlichen sowie nordwestlichen Bands nominell Cree. Diese Bezeichnungen sagten meist wenig über die ethnische und sprachliche Identität und Herkunft der so bezeichneten Bands aus – es gab sogar, besonders im Nordwesten und später im Südosten, Gruppen der Nakoda und Soto, die ursprünglich Secwepemc, Kutenai, Daneẕaa oder gar Métis waren. Wichtige Persönlichkeiten sowie manch berühmte Häuptlingsfamilien (Cayen dit Boudreau, Piche, Cardinal, George Sutherland, Belanger) der Nehiyaw-Pwat waren kulturell zwar Indianer, ethnisch jedoch Métis.
Historisch wurde oftmals die Bezeichnung Bungi bzw. Bungee (aus Anishinaabemowin bangii oder aus Cree pahkl; beides „ein wenig (wie)“) sowohl für die Manitoba Saulteaux (die „ein wenig wie die Cree“ sind) als auch für die aus Heiraten zwischen Saulteaux und Europäern entstandene Red River Métis (die „ein wenig wie die Saulteaux“ (Anihšināpē) sind) verwendet. Die Sprache ihrer Métis-Bevölkerung wurde ebenfalls Bungee (Red River Dialect) genannt. In der Red-River-Rebellion von 1869 sowie in der späteren Nordwest-Rebellion von 1885 versuchten die Red River Métis vergeblich mittels militärischen sowie politischen Aufständen für sich und ihre indianischen Verbündeten und Verwandten – insbesondere zuletzt Bands der Cree und Assiniboine – ihre kulturelle, religiöse sowie sprachliche Identität bewahren zu können.

## Wohn- und Jagdgebiet

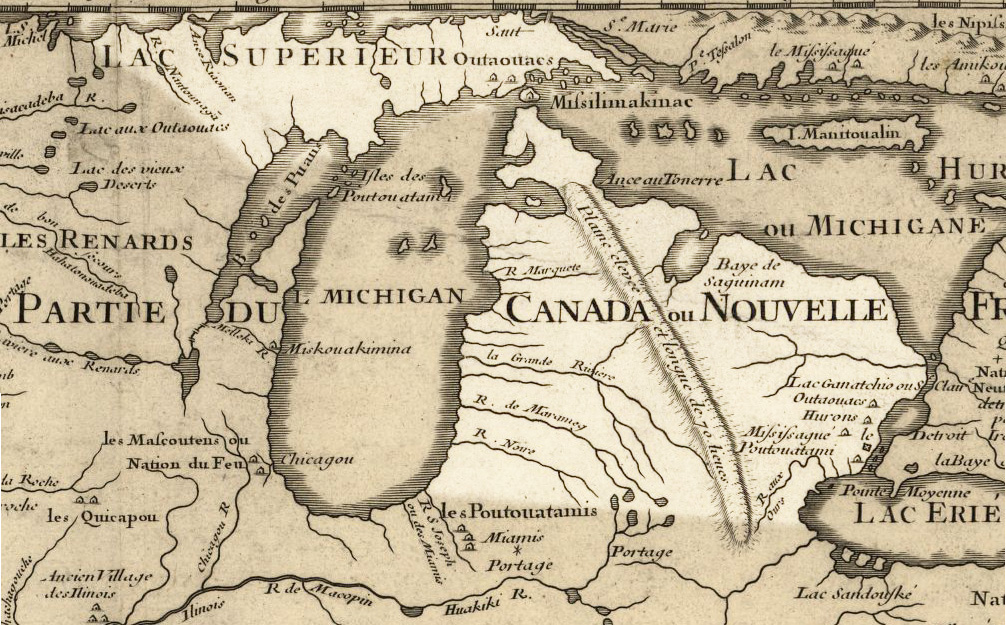
Michigan um 1718 (Karte von Guillaume de L'Isle)

Die Potawatomi bewohnten im Verlauf ihrer Geschichte drei verschiedene Gebiete, bis sie um 1840 in Reservate umziehen mussten. Das erste bekannte Territorium lag auf der unteren Michigan-Halbinsel und wurde um 1641 verlassen. Das zweite ist als eine Art Rückzugsgebiet infolge der irokesischen Bedrohung anzusehen, bis sich eine profitable politische und wirtschaftliche Allianz mit den Franzosen entwickelt hatte. Das Gebiet erstreckte sich über die gesamte Door-Halbinsel, von der die Green Bay vom Michigansee getrennt wird. In dieser Zeit dienten die benachbarten Wälder in Wisconsin als Jagdgebiet.
Das Wohngebiet der Potawatomi blieb nicht lange auf die relativ kleine Halbinsel beschränkt. Schon vor 1670 hatten sie durch die Allianz mit den Franzosen und den Erwerb von Feuerwaffen so viel an Macht gewonnen, dass sie ihr Stammesgebiet ausweiten konnten. Bis 1820 wuchs ihr Territorium stetig an und umfasste die Door Peninsula, das gesamte westliche Ufer des Michigansees nach Süden bis zum heutigen Milwaukee und Chicago und weiter östlich und nördlich bis zum St. Joseph River und zum Grand River in Michigan. Es umfasste außerdem Teile des südlichen Michigan am St. Joseph River und das Gebiet um Detroit; des Weiteren die nördliche Hälfte von Indiana und Illinois, besonders das Einzugsgebiet des Wabash Rivers und der Flüsse Kankakee, Des Plaines, Chicago und Illinois. Schließlich Gebiete im südlichen Wisconsin westlich des Lake Geneva und des Mississippi. Zu Beginn des neunzehnten Jahrhunderts bewohnten die Potawatomi mehr als 100 Dörfer in dem beschriebenen Gebiet: 14 im nördlichen und zentralen Illinois, 21 in Indiana, 11 im südlichen Michigan und mehr als 80 in Wisconsin. Die Dörfer wurden nicht alle zur gleichen Zeit bewohnt und hatten auch nicht die gleiche Größe.
Das frühgeschichtliche Territorium im unteren Michigan bestand aus fruchtbarem Acker- und Waldland, bestens geeignet für Maisanbau, Jagd und Fischfang. Das Waldgebiet war überwiegend von Eichen und Hickory, sowie Birken und Ahorn bewachsen, im Norden gab es Hartholz- und Kiefernwälder, unterbrochen von zahlreichen Seen und im Süden fand man Marschland und offene Prärie. Angesichts der vielen Wasserläufe benutzten die Potawatomi das Kanu für die Anreise zu den Jagdgebieten.
Als die Potawatomi ihr Rückzugsgebiet auf der Door-Halbinsel erreichten, kamen sie in ein Land mit rauerem Klima und kürzerer Wachstumsperiode. Es lag so weit nördlich wie die französische Handels- und Missionsstation Chequamegon, die 1668 von einer großen Potawatomi-Gruppe besucht wurde. Obwohl die Halbinsel zeitweilig von geflohenen Algonkinstämmen überbevölkert war, lieferte das Land um die Green Bay sehr gute Ernteerträge. Das Volk lebte besonders von wildem Reis, von der Jagd und dem Fischfang. Gejagt wurden bevorzugt Wassergeflügel und Büffel am oberen Fox River.
Die Lage an der Green Bay bot soziale und strategische Vorteile. Zum einen relative Sicherheit vor Überfällen der Irokesen, zum anderen direkten Zugang zu französischen Kaufleuten ohne Zwischenhändler und Erwerb von französischen Waffen, Werkzeugen und anderen Gütern. Im Gegensatz zu vielen anderen Stämmen, die durch den Kontakt mit Europäern infolge von Kriegen und Krankheiten zahlenmäßig schrumpften, erlebten die Potawatomi bis 1820 ein Bevölkerungswachstum. Zu dieser Zeit hatte ihr Stammesgebiet die größte Ausdehnung erreicht und ihre Dörfer und Maisfelder bedeckten weite Teile des südlichen Wisconsin und Michigan, sowie des nördlichen Illinois, Indiana und nordwestlichen Ohio.

## Kultur

### Lebensweise im siebzehnten Jahrhundert
In den beiden Jahrhunderten von 1642 bis 1842 hat sich die Lebensweise und Kultur der Potawatomi entscheidend verändert. Das trifft besonders auf die frühe Periode zu, als der Stamm noch keine Kontakte zu Europäern hatte. Es liegen einige Berichte aus der Zeit zwischen 1640 und 1660 vor, allerdings keine aus den Jahren davor, als die Potawatomi in ihrem traditionellen Wohn- und Jagdgebiet in Michigan lebten.
Als sicher gilt, dass Potawatomi, Odawa und Chippewa einem einzigen Volk mit gemeinsamer Kultur und Sprache angehörten. Ursprünglich lebten sie an der Ostküste Nordamerikas und haben sich auf ihrem Zug nach Westen in drei Gruppen aufgeteilt. Die Aufteilung erfolgte zu einem unbekannten Zeitpunkt an der Mackinacstraße. Die Gruppe, die später mit Potawatomi bezeichnet wurde, zog nach Süden ans Ostufer des Michigansees im heutigen Michigan.
Es gibt nur wenige archäologische Fundstätten, die eindeutig der frühen Potawatomi-Kultur um 1600 zugeordnet werden können. Dazu gehört die Fundstätte am Dumaw Creek in Michigan, die als Beispiel für die Lebensweise der Potawatomi kurz vor der Ankunft der Franzosen gelten kann. Das Moccasin Bluff Village im Berrien County ist vermutlich ebenfalls den Potawatomi zuzuordnen, wurde allerdings einige Jahre früher bewohnt. Beide Orte weisen auf große Sommerdörfer hin, die am Waldrand, nahegelegenen kleineren Prärien und Flussläufen oder Seen errichtet worden waren. Die damaligen Potawatomi praktizierten eine saisonal zweigeteilte Lebensweise, die aus Gartenanbau, Jagd, Fischfang und Sammeln von essbaren Wildkräutern bestand. Im Sommer bauten sie Squash, Bohnen, Mais und Tabak an, sammelten eine Vielzahl wilder Pflanzen und Früchte. Im nahegelegenen Wald jagten sie Hirsche, Elche und Biber. Im späten Herbst verließen sie das Sommerdorf, teilten sich auf und zogen in kleinere, geschützte Winterlager. Im Frühjahr sammelten sie sich erneut und veranstalteten gemeinsame Büffeljagden in den südlich gelegenen Prärien.
Die Potawatomi lebten in kuppelförmigen Wigwams, die aus gebogenen, dünnen Stämmen junger Bäume bestanden und mit gewebten Matten oder Rindenstücken bedeckt waren. Ihre Bewaffnung bestand aus Pfeil und Bogen und Lanzen, die mit dreieckigen Feuersteinspitzen versehen waren. Die Dörfer wurden an schmalen Wasserläufen errichtet und waren durch Palisaden gegen plötzliche Überfälle geschützt.
Die Potawatomi fertigten eine Vielzahl an gebrannten Tonwaren an. Ihre Kleidung bestand aus zusammengenähten Fellen und in Flechttechnik hergestellten Stoffen. Sie schmückten ihr Haar, den Körper, die Kleidung und andere Gegenstände mit Farben und Ornamenten, die aus einheimischen Kupfer vom Oberen See hergestellt wurden. Weitere Schmuckgegenstände waren Perlen, Halsketten und Anhänger von der Atlantikküste. Tabak rauchten sie in steinernen oder aus Ton gebrannten Pfeifenköpfen mit hölzernen oder aus Schilfrohr hergestellten Pfeifenstielen.
Die Begräbnisse waren aufwändig. Der Leichnam wurde in Festtagskleidung in ostwestlicher Ausrichtung beerdigt und mit zahlreichen Grabbeigaben, wie Werkzeuge, Waffen und Nahrung, für die Reise ins Jenseits ausgestattet. Eine Ausnahme bildeten die Angehörigen des Rabbit Clans (Kaninchen-Clan), die verbrannt wurden.
Das Verwandtschaftssystem der Potawatomi war streng patrilinear mit einer damit verbundenen Clan-Organisation, die die Basis der Dorfgemeinschaft darstellte. Es gab die Vielehe in der Form, dass ein Mann die Schwestern seiner Frau heiraten konnte. Die Ehe war matrilokal, der Mann zog nach der Heirat in das Haus seiner Schwiegereltern. Das System erwies sich als vorteilhaft für den Bevölkerungszuwachs, wie es durch Fakten im siebzehnten und achtzehnten Jahrhundert nachhaltig bewiesen wurde.
Der gemeinsame Besitz eines lokalen Clans war eher übernatürlicher als realer Art. Zu dieser Zeit besaß jede Gruppe ein Heiliges Bündel, dessen Inhalt die übernatürlichen Kräfte des Clans verkörperte. Darüber hinaus verfügte ein Clan über eine Namensammlung der Vorfahren und die damit verbundenen Kräfte, verschiedene rituelle Utensilien und die diversen Visionen seiner Angehörigen. Der tatsächliche Besitz, wie Kanus, Wigwams, Waffen und Nahrungsvorräte gehörte dem Einzelnen oder der Familie. In jedem Sommerdorf der Potawatomi gab es die Repräsentanten der einzelnen Clans, erwachsene Männer, Jungen und unverheiratete Mädchen, die zum Kern-Clan gehörten, und Frauen anderer Dörfer, die in die lokalen Gruppen eingeheiratet hatten.
Durch den Austausch von Frauen aus den Clans anderer Dörfer war ein lokaler Clan mit anderen Clans verwandtschaftlich verbunden. Außerdem gab es weitere Beziehungen zwischen den einzelnen Dörfern, wie Handel, gegenseitige rituelle Verpflichtungen, sowie wechselseitige wirtschaftliche und militärische Unterstützung. Es ist kein Fall von erblicher Häuptlingswürde aus dieser Zeit bekannt. Führer der wichtigsten Clans wurden vereinzelt als Oberhaupt eines großen Dorfes anerkannt und dienten als Kriegshäuptling oder Verhandlungsführer bei intertribalen Verträgen. Von Perrot stammt ein Bericht über den politischen Führungsstil der Potawatomi: „Die alten Männer waren stolz, vernünftig und besonnen. Es kam selten vor, dass sie unverhoffte Dinge taten.“

### Kultur im neunzehnten Jahrhundert

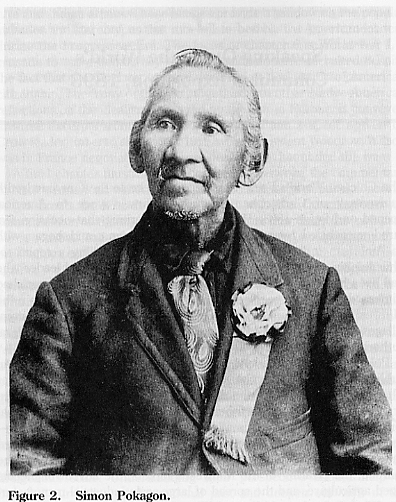
Häuptling Simon Pokagon (Pokagon-Band)

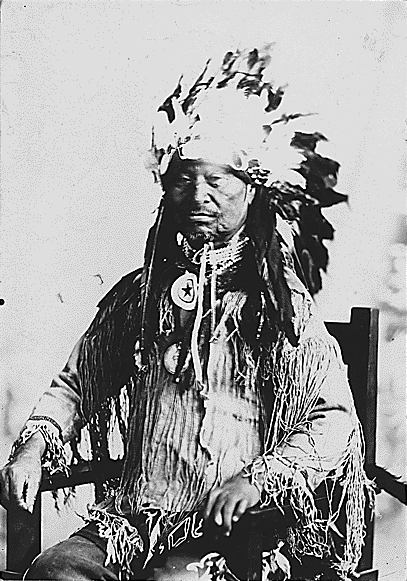
Häuptling Kack Kack (Prärie-Potawatomi)

Zu Beginn des neunzehnten Jahrhunderts bewohnten und kontrollierten die Potawatomi ein Gebiet, das weit größer als in den zurückliegenden Jahrhunderten war. Die wichtigste Einheit innerhalb des Stammes bildete das Dorf, von denen es mehr als hundert zu dieser Zeit gab. Diese Dörfer wurden in der Regel nach bestimmten landschaftlichen Merkmalen bezeichnet, wie zum Beispiel Dorf am alten Rotholz-Bach (Village of the old red wood creek), ein großes Dorf in Indiana. Dagegen bezeichneten die Amerikaner die Dörfer generell nach dem Namen der dortigen Häuptlinge. Um 1800 gab es keine tierbezogenen Clans mehr und in den Dörfern lebten eine Vielzahl verschiedener Clans, die als eine zufällige Gruppe von Clan-Fragmenten oder Lineages betrachtet werden muss.
Der Anthropologe John R. Swanton wies darauf hin, dass bands (Gruppen) erst spät in der Potawatomi-Geschichte gebildet wurden. Der Grund waren Vertragsabschlüsse mit den Amerikanern, um den Stamm in größere Gruppen aufzuteilen. Diese bands bestanden erstens aus Reservats-Gruppen, wie die Citizens` Band, zweitens aus Vertrags-Gruppen, wie die United Bands of Ottawa, Chippewa and Potawatomi, und drittens aus versprengten Flüchtlings-Gruppen, wie die Forest Band.

#### Dörfer und Häuptlinge
Die Potawatomi lebten um 1818 in kleinen Dörfern, die über ein großes Gebiet verteilt waren. Jedes Dorf hatte an der Spitze einen Häuptling, der sich für unabhängig hielt. Die sozialen Beziehungen zwischen den weit verstreuten Dörfern waren unterschiedlich und vielfältig. Die Verwandtschaft war ein wichtiger Faktor und führte besonders auf regionaler Ebene zu einer gewissen Solidarität. Die Ausdehnung des Stammesgebiets war vielfach darauf zurückzuführen, dass Clans oder Teile von Clans gedrängt wurden, ein neues Dorf zu gründen. Sie zogen an einen anderen Standort, behielten jedoch Verbindung mit ihrem ursprünglichen Clan beziehungsweise Dorf. Ein lokaler Häuptling konnte längere Zeit hindurch mehrere Dörfer regieren, wenn er ausreichend einflussreich, wohlhabend und erfolgreich war. Ein derartiger Mann war Häuptling Blackbird in Milwaukee, dem es gelang, eine Allianz der Potawatomi mit den Briten im Amerikanischen Unabhängigkeitskrieg zu verhindern.
Der Führer oder Wkema eines Dorfes wurde geachtet, hatte jedoch wenig Macht. Er war in der Regel ein älterer Mann mit anständigem Charakter, der ein Angehöriger des Clans mit Häuptlingsbefugnis war. Der Kandidat wurde aus mehreren geeigneten Bewerbern vom Dorf gewählt, er bekam das Amt jedoch nicht durch Vererbung. Die Macht eines Häuptlings hing von seinem persönlichen Ansehen ab, nicht von formaler Autorität. Ein großer Teil des Ansehens stammte aus dem Grad der übernatürlichen Kräfte, die ihm aufgrund seiner Erfolge zugeschrieben wurden.
Der Führer eines Dorfes wurde von einem Rat der Krieger (Council of warriors) unterstützt, der sowohl die öffentliche Meinung als auch persönliche Interessen vertrat. Darüber hinaus gab es eine spezielle Sodalität (Wkectak), die aus verdienten Kriegern bestand. Sie hatte ihre eigenen Gesänge und Tänze und übten Polizeifunktionen aus. Es handelte sich um eine stammesübergreifende Bruderschaft mit Angehörigen in zahlreichen Dörfern, die den Zusammenhalt innerhalb des Stammes förderte. An der Seite des Führers der Bruderschaft stand ein sogenannter Pipe-lighter (Pfeifenanzünder) und ein Ausrufer oder Herold. Dieser verkündete Botschaften, organisierte Zeremonien, rief Ratsversammlungen ein und half dem Häuptling bei Routineaufgaben. In den 1820er Jahren beobachtete und kontrollierte der Rat der Krieger die Arbeit des Wkema sorgfältig, denn sie waren aus gutem Grund misstrauisch. Laut Tecumsehs Aussage würden manche Häuptlinge Indianerland auf eigene Rechnung verkaufen und von Briten und Amerikanern größere Machtbefugnisse erhalten.

#### Clans und Rituale
Um 1800 waren die meisten Clans der Potawatomi hoffnungslos zersplittert. Ihre Mitglieder und Lineages waren in zahlreichen, teilweise weit auseinanderliegenden Dörfern zu finden. Einige jüngere Clans waren allerdings nicht über ein derart großes Gebiet verteilt. 1823 berichtete William Keating, dass die Potawatomi-Clans nicht mit einem tierischen Ahnen verbunden seien. Vielmehr fand er heraus, dass sie „eine Art Unterscheidungsmerkmal für Familien hatten, deren Symbole unserer Heraldik ähnelten“. Diese Symbole wurden von ihnen n-totem („mein Clan-Totem“) genannt. Laut Keating glaubten die Totemgruppen nicht an einen gemeinsamen tierischen Vorfahren. Sie waren patrilinear nach der Väterlinie und exogam (Außenheirat) organisiert sowie in sechs Gruppen oder Phratrien eingeteilt (Clan-Verbänden): Wasser (Water), Vogel (Bird), Büffel (Buffalo), Wolf (Wolf), Bär (Bear) und Mann (Man). Von den 23 Clans, die Alanson Skinner 1923 identifiziere, gab es 13 Jahre später nur noch 11 mit lebenden Angehörigen. Dafür existierte ein neuer Clan namens Engel (Angel). Folglich starben alte Clans aus und neue wurden eingeführt. Es wurden 10 Clans der Potawatomi in Wisconsin und in Kansas-Oklahoma entdeckt. Auffallend war, dass die am südlichsten lebenden Clans mit großen Tieren verbunden waren, nämlich mit Büffel (Buffalo), Grizzly Bär (Grizzly bear) und Elch (Moose). Die nördlichen Clans hingegen trugen Namen von kleinen Pelztieren, wie Fischotter (Otter), Bisamratte (Muskrat) und Marder (Marten).
Als zahlreiche Clans auseinandergebrochen und ihre Angehörigen und Lineages auf verschiedene Dörfer und Regionen verteilt waren, förderte das Clansystem dennoch den Zusammenhalt des gesamten Stammes. Die Clans dienten als wichtiger Ordnungsfaktor, der jedem Mitglied seinen speziellen Platz im Dorf und Stamm zuwies. Als Kind erhielt jeder Potawatomi von seinem Clan einen seiner traditionellen Namen und seinen persönlichen Bestand an spiritueller Kraft. Damit war der Einzelne in ein System sozialer Beziehungen zu anderen Clanmitgliedern eingebunden. Die wichtigsten Funktionen eines Clans bestanden aus der Vorbereitung und Durchführung von Ritualen, Festlichkeiten und Tänzen, wobei eine Phratrie als Gastgeber, die zweite für die Versorgung mit Essen und Trinken und die dritte für die Zeremonien selbst verantwortlich war. Der Name eines Kindes stammte aus einem Namensvorrat, der vom Beinamen des Clans abgeleitet wurde. Zum Beispiel bekam eine Frau aus dem Donner-Clan (Thunder clan) den Namen „Kommender Lärm“ (Coming Noise), oder ein Mann aus dem Wolf-Clan die Bezeichnung „Knurrer“ (Growler). In der Regel hatten die Potawatomi mehrere weitere Namen, wie Kriegernamen und Spitznamen, die häufig als Rufnamen dienten.
Jeder Clan hatte ein „Heiliges Bündel“, die damit verbundenen Mythen und eine Reihe von Liedern, Gesängen und Tänzen. Die Potawatomi glaubten, sie hätten die Clans zusammen mit dem Heiligen Bündel von Wiske, dem Kultur-Heros, bekommen. Das Bündel selbst bestand aus einem Lederbeutel, der mit farbigen Bändern und Perlen geschmückt war. Es enthielt mächtige Andenken, Talismane und Fetische, die der Clan von Kcemneto („Großer Geist“) erhalten hatte.
Die Potawatomi teilten den Brauch der dualen Unterteilung mit den Zentralen Algonkin. Hierdurch wurde die gesamte Bevölkerung, Frauen und Männer, Jung und Alt, in zwei Hälften entsprechend der Reihenfolge ihrer Geburt geteilt. Das erste, dritte und fünfte Kind kam auf die Senior-Seite, das zweite, vierte und sechste Kind kam auf die Junior-Seite. Diese Zweiteilung war beispielsweise bei der Bildung von Mannschaften für Spiele von Bedeutung sowie bei einigen Ritualen. Dieses duale System teilte die Familie, die Lineage, den Clan und das Dorf und diente als Organisationsmittel und als Möglichkeit, entstehende Rivalitäten aufzulösen.
Bei den Potawatomi gab es eine Anzahl von Bruderschaften und Religionsexperten, die das dörfliche Leben bestimmten und Verbindungen zu anderen Dörfern unterhielten. Die Midewiwin, eine Medizin-Gesellschaft, stellte eine stammesübergreifende Vereinigung sehr einflussreicher Zauberer dar, die ihre Macht für das Gute oder das Böse einsetzen konnten. Das sawnoke war ein Frühlings-Ritual, das im Auftrag von Personen abgehalten wurde, die im vergangenen Winter einen Verwandten verloren hatte. Der caskyet war ein Wahrsager, der als Bauchredner und Jongleur sein Publikum unterhielt, bevor er die Zukunft vorhersagte oder den Ort bestimmte, an dem verlorene Dinge wiederzufinden waren. Weiterhin gab es einen Heilkundigen, der seine Fähigkeiten nutzte, um Krankheiten zu behandeln. Die Franzosen und Engländer nannten alle diese Personen „Jongleure“ (jugglers) und betrachteten sie mit Argwohn und Skepsis.

#### Häuser
Die Potawatomi zogen zweimal jährlich um, im Frühjahr in ein großes Sommerdorf und im Herbst in mehrere kleine Winterdörfer. Die Sommerdörfer differierten beträchtlich in ihrer Größe, von weniger als 50 bis auf mehr als 1.500 Bewohner. Um 1800 existierten in der Gegend der heutigen Großstadt Milwaukee mindestens neun Potawatomi-Dörfer mit einer Gesamtpopulation von rund 4.000 Personen. In den Sommerdörfern gab es verschiedene Gebäudetypen: Rechteckige rindenbedeckte Häuser mit Spitzdach; an den Seiten offene, als Kochstellen genutzte Hütten; und etwas abseits gelegen die mattenbedeckten Menstruationshütten der Frauen. Die kuppelförmigen, mit Rinde oder Matten bedeckten Winterhäuser waren kleiner.
Ein Haus wurde zunächst von einer Kernfamilie bewohnt, die sich später auf mehreren Generationen erweiterte. Die Familie konnte auch durch sororale Polygynie wachsen. Es war die bevorzugte Form der Ehegemeinschaft, die rund fünfundzwanzig Prozent aller Ehen umfasste. Junge Ehemänner lebten etwa ein Jahr in der Familie der Frau, versorgten sie mit Jagdbeute und kümmerten sich um die Pferde. Danach kehrten sie in das Dorf des Ehemanns zurück.

#### Lebensweise
Das Leben der Potawatomi war eng mit dem Wandel der Natur verbunden. Sie kannten ebenfalls vier Jahreszeiten und mindestens zwölf Monate, die nach den wichtigsten Ressourcen und Aktivitäten in der entsprechenden Zeit benannt wurden. Der Januar hieß zum Beispiel Großer Bärenmonat, wenn ein Jäger mit seinem Hund einen Bären mühelos im Winterschlaf erlegen konnte. Der Februar hatte mindestens vier Namen, wie Zuckermonat, Wolfmonat, Schneemonat und Babygeburtsmonat. Weitere Monate hießen Fallenstellenmonat, Jagdmonat und Pflanzzeitmonat. Im Norden des Stammesgebiets begann das Jahr Mitte April mit dem Anzapfen der Ahornbäume, um Zucker zu gewinnen. Jetzt begann eine Zeit des Überflusses nach einem kalten, entbehrungsvollen Winter.
Die Potawatomi benutzten zum Fischfang Fallen, Wehre, Netze, Angelhaken und Harpunen. Sie hatten lange zylindrische Fischreusen in Verbindung mit Dämmen, um Fische mit Fallen oder Harpunen zu erlegen. Sie sammelten wilde Kräuter und Früchte, wie Kirschen, Himbeeren, Brombeeren, Pflaumen, Trauben und Wurzeln verschiedener Art. An jagdbaren Tieren gab es Bären, Hirsche, Elche, Büffel, Eichhörnchen, Bisamratten, Waschbären, Stachelschweine, Wölfe, Truthähne, Gänse und Enten. Der Hund war das einzige Haustier, das hauptsächlich aus religiösen Gründen gegessen wurde.
Die gesammelten oder geernteten Lebensmittel wurden für den Winter konserviert und gelagert. Viele Vorräte wurden getrocknet und in Rindenbehältern oder Gefäßen gelagert. Squash schnitt man in Ringe und räucherte oder trocknete diese in der Sonne. Mais wurde gekocht und anschließend vom Kolben geschabt, getrocknet und in Behälter gefüllt. Das nicht verzehrte Fleisch schnitten die Frauen sofort in Streifen, trockneten und räucherten es. Enten, Gänse und Truthähne wurden in Salzlake eingelegt, danach geräuchert und gelagert, während man Fische trocknete und räucherte. Ahornzucker wurde zum Verfeinern der Speisen häufiger eingesetzt als Salz.

#### Transport
Für die saisonalen Umzüge eines Dorfs waren erhebliche logistische Planungen erforderlich. Um 1800 reisten die Potawatomi entweder entlang der Wasserwege oder über Land. Auf dem Wasser nutzten sie sowohl das übliche Einbaum-Kanu als auch ein größeres Kanu, das aus einem bootförmigen Rahmen bestand, der mit Rindenstücken der Birke, Weißen Ulme oder Linde bedeckt war. Dieses Kanu war 25 Fuß (7,60 m) lang und 5 Fuß (1,52 m) breit. Ein derartiges Kanu konnte nicht von jedermann hergestellt werden, sondern nur von bestimmten Mitgliedern des Man-Clans. Die Potawatomi hatten offenbar kein großes Interesse für weite Reisen auf dem Wasser oder riskante und beschwerliche Kanutrips. Vor 1800 wurden Kanus besonders im Süden des Potawatomi-Territoriums häufig von Pferden transportiert und dann für kürzere Strecken auf dem Wasser genutzt, wie zum Beispiel für die Jagd und den Fischfang. Um 1800 besaßen die Potawatomi in der Gegend von Milwaukee so große Ponyherden, dass die weißen Farmer ihre Maisfelder mit Zäunen umgaben. Die Pferde bekamen einen Sattel, der aus einem mit Rohleder bespannten hölzernen Rahmen bestand, und zum Reiten oder für Lasten geeignet war. Große Satteltaschen aus gewebten Binsenmatten dienten zum Transport von Waren und wildem Reis, der in großen Mengen gesammelt wurde. Außerdem benutzten die Potawatomi eine Art Trage-Vorrichtung, die zwischen zwei Pferden angebracht war, und auf der man Kranke, Gebrechliche oder schwere Güter transportieren konnte.

#### Lebenszyklus
Die schwangere Frau stand im Mittelpunkt zahlreicher Beschränkungen, um das ungeborene Kind vor schlechten Einflüssen zu bewahren und die Geburt zu erleichtern. Diese Restriktionen beinhalteten strikte Tabus und Verbote bestimmter Lebensmittel. Die Geburt fand in einer besonderen rindenbedeckten Hütte statt, wobei die Mutter auf den Knien lag und von erfahrenen Frauen unterstützt wurde. Die Mutter und das Baby blieben einen Monat lang isoliert und durften danach zu ihrer Familie zurückkehren, wo ein Fest für das Kind stattfand. Nach etwa einem Jahr bekam das Kind einen Namen aus dem Fundus des Clans. Es wurde damit zum Mitglied des Clans und bekam einen bestimmten Status. Nach mehreren Jahren wurde das Kind von der Muttermilch entwöhnt, spätestens aber bei einer neuen Schwangerschaft der Mutter. Von den ersten Schritten bis zur Pubertät wurde das Kind Wsk eniksi (Junge) oder Kiyalo (Mädchen) genannt. In dieser Zeit erwartete man von den Kindern, dass sie je nach Geschlecht bestimmte Fähigkeiten erwarben. Ausdauer, Disziplin und Härte angesichts von Hunger und Entbehrungen wurden bei allen vorausgesetzt. Jungen und Mädchen spielten die Arbeit der Erwachsenen nach. Jungen fertigten kleine Bogen und Pfeile an, bauten kleine Rinden-Kanus und spielten Lacrosse. Mädchen spielten mit selbst gefertigten Puppen und übten sich in Hausarbeiten.
Mit der Pubertät begann das Erwachsenenalter. Die Zeit der Menstruation verbrachte das Mädchen allein in der Menstruationshütte außerhalb des Dorfes. Wenn die Dorfbewohner umzogen, musste das Mädchen in einigem Abstand parallel zum Haupttross bleiben. Der Junge in der Pubertät suchte die Einsamkeit zum Fasten und erwartet eine machtvolle Vision. Mädchen heirateten generell etwas früher als Jungen. Die Heirat war der Eintritt ins Erwachsenenalter und Junge und Mädchen wurden danach Mann und Frau genannt.
Die alten Leute der Potawatomi galten als weise, erfahren und mächtig und wurden mit großem Respekt behandelt. Zu ihren verantwortungsvollen Aufgaben im Dorf zählte die sittliche Erziehung der Kinder und die Teilnahme an Ratssitzungen. Ihre Arbeit wurde hoch geschätzt, bis der Tod sie auf die Reise nach Westen nahm, wo der Zwillingsbruder (Cipyapos) des Kulturheros (Wiske) und der Wächter des Jenseits ihn erwartete. Der Tod wurde von speziellen Begräbnis-Ritualen der Clan-Angehörigen begleitet. Dem Leichnam wurde seine beste Kleidung angelegt und er bekam diverse Grabbeigaben: Mokassins, Gewehr, Messer, Geld, Silberschmuck, Proviant und Tabak. Die Art der Beisetzung folgte dem ausdrücklichen Wunsch des Verstorbenen. Der Leichnam wurde aufrecht, sitzend oder geneigt beerdigt oder in der Gabelung eines Baumes platziert. Schließlich markierte man das Grab mit einem Pfosten und gemalten oder eingeritzten Piktogrammen, die seinen Clan kennzeichneten und die wichtigsten Verdienste des Toten aufzählten. Kurz danach suchte der Haupttrauernde einen Ersatz für den Verstorbenen. Zum Beispiel würde eine Tochter eine neue Mutter und ein Enkel einen neuen Großvater adoptieren.

## Geschichte

### Frühgeschichte
Aus den Erzählungen der Potawatomi, Odawa und Ojibwe geht übereinstimmend hervor, dass alle drei Stämme um 1400 von Nordosten her an die Ostküste des Lake Huron gezogen sind. Die Ottawa blieben zunächst am French River und auf Manitoulin und anderen Inseln im Lake Huron, während die Potawatomi entlang der Küstenlinie nach Norden bis nach Sault St. Marie zogen. Hier schwenkten sie nach Süden und überquerten um 1500 die Mackinacstraße, um im unteren Michigan zu siedeln. Obwohl jetzt getrennt lebend, nannten sich die drei Stämme aufgrund ihrer früheren Allianz die drei Brüder und die Potawatomi hießen die Bewahrer des Ratsfeuers (Keepers of the council fire). Die Potawatomi werden erstmals in französischen Überlieferungen aus dem frühen 17. Jahrhundert als Bewohner des heutigen südwestlichen Michigan erwähnt. Als die Franzosen 1701 Fort Ponchartrain nahe dem heutigen Detroit errichtet hatten, siedelten die Potawatomi überwiegend im Gebiet zwischen den heutigen Städten Milwaukee und Detroit. Während der Biberkriege flohen sie vor den Angriffen der Irokesen und Neutralen an die Green Bay und die Door-Halbinsel am Westufer des Michigansees im heutigen Wisconsin.

### Zuflucht auf der Door-Halbinsel
Als die Potawatomi um 1640 in französischen Berichten auftauchten, wurden sie erstmals als ein einzelner Stamm wahrgenommen und bekamen einen unverwechselbaren Namen. Ihre Nachbarn waren Lokalgruppen (local bands), die zu den Chippewa oder Odawa gehörten. In den ersten historischen Aufzeichnungen über Clans der Potawatomi werden sie deutlich als Gruppen erkannt, die einem einzigen Stamm angehören. Nicolas Perrot beispielsweise beschrieb den Konflikt zwischen zwei französischen Händlern und dem Führer des Rote-Karpfen-Clans, der schnell zu weiteren Führern anderer Clans übergriff. Diese Informationen weisen darauf hin, dass die Potawatomi eher eine Einheit und Identität entwickelten, als die ihnen ähnlichen Chippewa und Odawa.
1642 lieferte der Jesuit Gabriel Lalemant einen Bericht aus zweiter Hand über die weit entfernte „Nation“ der Potawatomi, die Zuflucht in Sault Sainte Marie vor „einigen anderen feindlichen Nationen, die sie mit endlosen Kriegen verfolgten“, gesucht hätten. Weitere Hinweise auf ihren dortigen Aufenthalt kommen aus archäologischen Funden auf Rock Island, die auf 1650 datiert werden konnten. Ménard schrieb 1659, dass ihn einige Potawatomi im Juni in seiner Station an der Keweenaw Bay besucht hätten. Diese berichteten von 40 weitere Stammesangehörigen, die elf Tagesreisen entfernt im vergangenen Winter an Durchfall gestorben seien. Um 1652 war die Mehrheit des Stammes vermutlich in einem befestigten Dorf zu finden, dass die Potawatomi Méchingan nannten und für das die Jesuiten die neue Mission Saint Michel planten. Die genaue Ortslage dieses Dorfes wurde bisher nicht gefunden. Es könnte an der Spitze der Green Bay oder an der gegenüberliegenden Seite der Door-Halbinsel am Ufer des Michigansee gelegen haben. Die Gefahr von Überfällen der Irokesen veranlasste die Potawatomi, sich in derart großer Zahl in Méchingan zu versammeln und sich mit Überresten der Petun und Winnebago, sowie mit Teilen der Chippewa aus dem Norden zu verbünden. Ursprünglich Flüchtlinge, bildeten sie jetzt eine machtvolle, jedoch defensive Koalition gegen die Irokesenliga. Perrot schrieb, die Potawatomi fühlten sich anderen Stämme gegenüber überlegen und betrachteten sich selbst als Schiedsrichter für alle Stämme an der Green Bay. Weder äußerliche Bedrohungen noch erfolgreiche Kriegszüge reichten aus, um die im hohen Grad individualistischen und unabhängigen Völker, Clans oder Familien zu einer funktionierenden lokalen Einheit zusammenzuführen. Stammesübergreifende Sodalitäten und Symbole waren dazu erforderlich. Die Midewiwin waren eine religiöse Bruderschaft, die sich unter den Algonkin an den Großen Seen entwickelte und kann als Reaktion auf die veränderten Lebensbedingungen in dieser Zeit anzusehen sind. Die Mediwiwin wurden 1714 erstmals im Zusammenhang mit den Potawatomi in der Gegend von Detroit erwähnt. Zu dieser Zeit war die Bruderschaft schon eine etablierte Institution.
Bei den Potawatomi gab um es 1670 so starke Gegenströmungen, dass die früheren Dorfgemeinschaften zerbrachen. Schuld daran waren in erster Linie der Bevölkerungszuwachs und die positiven wirtschaftlichen Aussichten, als die Bedrohung durch die Irokesen nachgelassen hatte. Die Folge war eine Migration der Potawatomi-Clans in neue Territorien.
Perrot lebte um 1670 bei den Potawatomi und war mit den Wünschen und Vorstellungen der Stammesangehörigen vertraut. Er lieferte einen sorgfältigen Bericht über die damalige Situation. An einer Textstelle, die häufig unvollständig zitiert wird, beschreibt er die Bemühungen der Potawatomi, um die Achtung, Loyalität und Wertschätzung der benachbarten Stämme zu gewinnen und Handelsbeziehungen knüpfen. „Sie verschenken einen Großteil ihrer Besitztümer und trennen sich selbst von wichtigen Dingen, von dem heftigen Wunsch beseelt, als großzügig eingeschätzt zu werden.“ Zu den Konsequenzen bemerkt Perrot: „Ihr Ehrgeiz, es allen recht zu machen, führte bei ihnen zu Eifersucht und Scheidungen, so dass sich die Familien rechts und links des Michigansees verteilten.“
Die Potawatomi hatten sich im gleichen Jahr erfolgreich in den Handel der Odawa an der Green Bay eingeschaltet. Die meisten französischen Waren, die die Odawa aus Montreal bezogen, übernahmen die Potawatomi. Doch diese wollten Händler und nicht Produzenten von Pelzen sein und befanden sich nun in der klassischen Position eines Vermittlers am unteren Ende des Tausch-Netzwerks. Um den dauernden Nachschub an Pelzen aus anderen Stämmen zu sichern, mussten die Potawatomi–Führer ihre eigenen Bedürfnisses und die ihrer engsten Familienangehörigen, ihres Clans und die der anderen Dorfbewohner stark einschränken. Die Potawatomi-Führer vernachlässigten damit ihre wichtigste Pflicht innerhalb des Clans und des Dorfes, nämlich Großzügigkeit gegenüber ihren Angehörigen. Die Folge waren Scheidungen sowie die Abwanderung von zahlreichen kleinen, wirtschaftlich unabhängigen Gruppen.

### Verbündete der Franzosen
Die Beziehungen zu anderen Stämmen waren im Wesentlichen abhängig von deren Verhalten gegenüber den Franzosen, Engländern und später den Amerikanern. Um 1648 kam es zum Konflikt mit den Odawa, die sich als Vermittler im Handel zwischen Franzosen und den Stämmen an der Green Bay betrachteten. Der Streit wurde 1655 von Médard Chouart des Groseilliers erfolgreich geschlichtet. Um 1653 waren die Potawatomi wahrscheinlich der volkreichste Stamm an der Green Bay. Im gleichen Jahr berichtete das Journal of the Jesuit Fathers: „Um der Bedrohung der Irokesen zu begegnen, versammeln sich im Gebiet der Green Bay 400 Potawatomi-, 200 Odawa-, 100 Winnebago, 200 Ojibwe und 100 Mississauga-Krieger“. Einige Jahre später übernahmen die Potawatomi die Kontrolle über den Handel mit den Stämmen im Süden und Westen, obwohl sie vermutlich nur die Hälfte der von den Franzosen geschätzten Krieger aufbieten konnten.
Im Sommer 1668 kamen Angehörige der Mascouten, Miami, Kickapoo und einige Illinois an die Green Bay, um den Überfällen der Irokesen zu entgehen und gleichzeitig Kontakte mit den Stämmen zu knüpfen, die schon Handelsbeziehungen mit den Franzosen hatten. Die Besucher kamen zu Fuß, nicht mit dem Kanu wie die Potawatomi, und wollten die Franzosen unter Nicolas Perrot um eine Einladung bitten. Die Potawatomi wollten unbedingt den direkten Kontakt der Stämme mit Perrot verhindern, um selbst als Vermittler aufzutreten. Sie hatten zuvor die Franzosen in Montreal besucht, waren stolz auf ihren neuen Handelspartner, den künftigen Wohlstand und glaubten an eine gewisse Vormachtstellung. Perrot machte den Potawatomi klar, dass er mit den einzelnen Stämmen persönlich verhandeln wollte und setzte die französischen Interessen durch. Damit begann eine für beide Seiten lukrative Handelsbeziehung, die fast 100 Jahre lang bis zum Ende der französischen Ära in Nordamerika im Jahr 1763 dauern sollte.
Die französische Politik dieser Jahre hatte zum Ziel, das Monopol der Stämme zu brechen, die als Vermittler auftraten, um so ihren eigenen Gewinn zu optimieren. Der Versuch der Potawatomi, der Rolle der Huronen und Odawa im Handel nachzueifern, war zum Scheitern verurteilt. Sie änderten schnell ihre Haltung und „erklärten sich selbst als Schiedsrichter für alle Stämme an der Green Bay und deren Nachbarn. Und sie waren bestrebt, diesen Ruf in jeder Hinsicht zu bewahren.“ Auf Perrots Anfrage hin bemannten die Potawatomi dreißig Kanus für die nächste Pelzlieferung nach Montreal und verlängerten danach ihre Zusammenarbeit mit den Franzosen.
Zu diesem Zeitpunkt begann die Expansion ihres Stammesgebiets durch die Ausübung einer klugen Politik. Sie schlossen stets Bündnisse mit starken Stämmen und besetzten die Territorien schwächerer Völker. In den frühen 1670er Jahren schlossen die Potawatomi eine Allianz mit den Sauk, Meskwaki und Odawa und führten Krieg gegen die Sioux, der sie weniger Opfer kostete als ihren Verbündeten, „weil sie zu Beginn des Gefechts ihre Fersen zeigten“. Sie begleiteten Perrot beim Besuch der Miami 1671 in Chicago. Im gleichen Jahr überzeugten sie den Großen Häuptling der Miami, dass die lange Reise nach Sault Sainte Marie zu den Feiern anlässlich der französischen Inbesitznahme des Westens seiner Gesundheit schaden könnte. Der Häuptling erlaubte den Potawatomi, die Miami bei der Feier offiziell zu vertreten. Niemand war allerdings in der Lage, den gesamten Handel zu überwachen und auf die französischen Posten zu beschränken, wie es Franzosen und Potawatomi vereinbart hatten. 1674 hatten sie beispielsweise französische Güter gegen Biberfelle der Kaskaskia in Illinois getauscht, ohne dass davon ein Franzose erfuhr.
An den französischen Feldzügen gegen die Irokesen 1684, 1688 und 1696 nahmen auch Potawatomi-Krieger teil. 1695 zogen 200 Potawatomi-Krieger mit ihren Familien in das Miami-Territorium nördlich des Saint Joseph Rivers in Michigan und verdrängten die dort lebenden Miami. Es handelte sich teilweise um ein Gebiet, das sie vor fast 53 Jahren verlassen hatten. 1712 griff eine Allianz aus Potawatomi und Odawa mehrere Gruppen der Meskwaki und Mascouten bei Detroit an und vertrieben diese. Zwei Jahre später besiedelten sie das Gebiet.
Um 1720 fand man Jagdgruppen der Potawatomi auf der Büffeljagd am Mississippi. Andere Potawatomi und Odawa überfielen 1740–1741 gemeinsam Gruppen der Chickasaw im westlichen Tennessee und am Mississippi. Gemeinsam mit den Franzosen überfielen Potawatomi-Krieger britische Kolonien in Connecticut und New York. In der zweiten Hälfte des achtzehnten Jahrhunderts besiegten sie die Stämme der Illinois und übernahmen ihr Territorium in der Prärie. 1763 waren sie mit Pontiac verbündet, eroberten die britischen Stellungen in Saint Joseph und unterstützten Pontiac bei der Belagerung von Detroit. Um 1769 hatten sie umfassende Handelsbeziehungen mit den Spaniern in St. Louis.
Die Expansionspolitik der Potawatomi auf Kosten der schwächeren Stämme dauerte fast bis zur Mitte des neunzehnten Jahrhunderts. Zum Beispiel wurden in den Verträgen von Chicago 1833 bis 1834 die meisten Indianer-Dörfer im südlichen Wisconsin und nördlichen Illinois zusammengefasst und mit United Bands of Odawa, Chippewa and Potawatomi bezeichnet. Allerdings wurden die betroffenen Dörfer hauptsächlich von Angehörigen der Potawatomi bewohnt und nur eine Minderheit bestand aus Odawa und Chippewa. Sobald die United Bands (später Council Bluffs Bands) nach Westen in die Prärie von Iowa gezogen waren, übernahmen sie die Büffeljagd und Kriegsführung zu Pferde. Um 1840 warben sie um Alliierte im Kampf gegen die Yankton Dakota, um Zugang zu ergiebigeren Jagdgründen bei der Büffeljagd zu erreichen.

### Aufteilung und Umzug in Reservate
Bald nach Ende des Kriegs von 1812, in dem die Mehrheit der Potawatomi auf britischer Seite stand, machten die Häuptlinge deutlich, dass sie die Macht der Amerikaner anerkennen würden. Die Lebensbedingungen der Potawatomi änderten sich zusehends, als ihr Land im alten Ohiogebiet von amerikanischen Siedlern überschwemmt wurde. Dennoch gab es zahlreiche Stammesangehörige, die den Engländern bis 1839 die Treue hielten und die britischen Posten in Amherstburg, Sarnia, Drummond Island und Manitoulin Island aufsuchten, um ihre jährliche Geschenke und Rationen abzuholen. Die Potawatomi im südlichen Michigan und nördlichen Indiana waren zunächst schockiert von der massenhaften Besiedlung ihres Wohngebiets durch Amerikaner. Es gab inzwischen zahlreiche Mischehen mit Franzosen und Engländern und sie waren von europäischen Waren in erheblichem Maße abhängig, obwohl es kaum noch Pelze als Gegenwert gab und die Kriegsdienste der Indianer nicht mehr benötigt wurden. Die Potawatomi in Michigan und Indiana waren das Ziel intensiver Missionierungs- und Erziehungsprogramme. Sie zeigten eine große Abneigung gegenüber der Migration in Gebiete westlich des Mississippi. Bis 1841 leisteten sie gegen einen Umzug Widerstand und versuchten, von den jährlichen Rentenzahlungen zu leben. Schließlich wurden sie von der US-Regierung gezwungen, in ein Reservat am Osage River in Kansas zu ziehen und hießen dort die Mission Band. Anders war die Lage der Potawatomi in Illinois und im südlichen Wisconsin nach 1833. Die meisten Dorfbewohner hatten noch Zugang zu Pelztieren, wenn es auch nur Bisamratten und Waschbären anstatt Biber waren. Gemeinsam mit den Sauk und Meskwaki jagten sie nun auf den Prärien westlich des Mississippi. Dieses Gebiet wurde noch nicht so sehr von amerikanischen Siedlern geprägt. Sie hatten Verträge unterzeichnet, die die Option einer Rückkehr enthielten. Unter der Führung ihrer Häuptlinge entschieden sie sich für einen Umzug nach Westen, obwohl nicht alle daran teilnahmen. Im unteren Michigan gab es inzwischen eine größere Gruppe akkulturierter Potawatomi, die am Rande amerikanischer Städte lebte. In Wisconsin dagegen versuchten die meisten Potawatomi, durch eine Mischung aus traditioneller Lebensweise und amerikanischen Farm-Methoden, ihren Lebensunterhalt zu sichern.
Die Illinois-Wisconsin-Potawatomi wurden in ein Reservat bei Council Bluffs im westlichen Iowa-Territorium umgesiedelt und in Council Bluff Band umbenannt. Innerhalb von 15 Jahren hatten sie die Kultur der Plainsindianer übernommen und waren geschickte Jäger und Krieger zu Pferde geworden. Um 1847 mussten sie erneut umziehen. Gemeinsam mit den Potawatomi vom Osage River wurde für sie ein neues Reservat am Kaw River im östlichen Kansas eingerichtet und galt als ein Projekt, das von Reverend Isaac McCoy betreut wurde. Er beabsichtigte, eine zivilisierte christliche Potawatomi-Nation zu bilden. Es war ein Projekt, das aus mehreren Gründen zum Scheitern verurteilt war, denn die beiden im Reservat lebenden Gruppen waren zu unterschiedlich. Die eine war konservativ eingestellt, akzeptierte keine Neuerungen und wollte die internen Angelegenheiten selbst regeln, während sich die zweite Gruppe zunehmend akkulturierte.
Die konservative Gruppe wurde jetzt Prärie Band genannt und behielt ihren Anteil am Kaw-River-Reservat konsequent, bis sie 1890 durch den Dawes Allotment Act gezwungen wurde, einer Parzellierung des Gebiets in individuelle Grundstücke zuzustimmen. Die Mission Band hatte schon eher ihr Reservat parzellieren lassen und war innerhalb weniger Jahre verarmt. 1867 unterzeichneten die Angehörigen den letzten Potawatomi-Vertrag, in dem sie einem Umzug in ein neues Reservat in Oklahoma zustimmten und nun Citizen Band genannt wurden. Für die Prärie-Band wirkte sich der Dawson Act in der Form aus, dass sich 1960 nur noch 22 Prozent des Kansas-Reservats im Besitz der Mitglieder befand. Um 1970 gab es in den Vereinigten Staaten und Kanada rund 20 Gruppen, die sich als Potawatomi bezeichneten oder nachweislich von einer Potawatomi-Band des neunzehnten Jahrhunderts abstammten. Dazu gehören vier unabhängige Reservate in den USA, nämlich das Citizens Band Reservat in Oklahoma, das Prärie Band Reservat in Kansas, die Hannahville Community auf der oberen Michigan-Halbinsel und die Forest County Potawatomi Community im nördlichen Wisconsin.

### Potawatomi in Kanada
Zwischen 1837 und 1840 zogen etwa 2000 Potawatomi aus Wisconsin, Michigan und Indiana in den Südwesten der kanadischen Provinz Ontario. Sie wählten den Weg über Detroit und Port Huron nach Sarnia und Walpole Island. Es waren die gleichen Gruppen, die zuvor Geschenke und Zahlungen entweder für geleistete Wehrdienste im Krieg von 1812 oder für ihre Loyalität regelmäßig aus Kanada abgeholt hatten. Um 1970 gab es zwölf verschiedene Orte, an denen Nachkommen der Potawatomi lebten. Die größten waren Walpole Island, Sarnia, Kettle Point, Orillia, Cape Croker, Saugeen und Manitoulin Island. Die Lage der kanadischen Potawatomi unterschied von der ihrer amerikanischen Verwandten derart, dass sie sich mehrheitlich mit Indianern anderer Gemeinden assimilierten, bevorzugt mit Chippewa und Odawa. Als sie Kanada erreichten, besaßen sie keinerlei Vertragsrechte, also auch keinen Landbesitz und keinen Rentenanspruch für Landverkäufe. Nach und nach wurden sie in die Reservate anderer Stämme aufgenommen, nach einigen problematischen Jahren akzeptiert und schließlich als Reservats-Mitglieder formal anerkannt.

## Heute bestehende Gruppen der Potawatomi

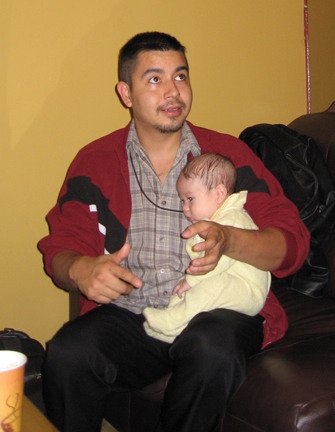
Ed Pigeon, Kulturbeauftragter und Verantwortlicher für Sprachpflege der Match-E-Be-Nash-She-Wish Band of Pottawatomi mit seinem Sohn (2006)

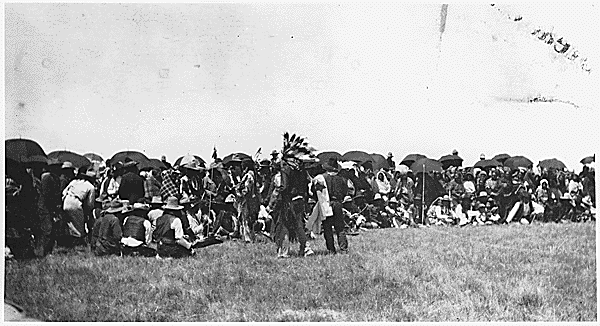
Regentanz (Kansas um 1920)

Aktuell leben in den USA und Kanada folgende anerkannte Gruppen der Potawatomi:

### Vereinigte Staaten
- Citizen Potawatomi Nation (CPN),[28] (Nachfahren der Potawatomi of the Woods (Süd-Michigan und Nord-Indiana), der Mission Band from St. Joseph (Süd-Michigan) und Mission Band of Potawatomi Indians (Wabash River Valley in Indiana), Verwaltungssitz ist Shawnee, Oklahoma, das Reservat befindet sich im Cleveland und Pottawatomie County, Population 2011: 29.155)
- Forest County Potawatomi Community (FCP)[29] (die Forest County Potawatomi Indian Reservation, bestehend aus mehreren nicht zusammenhängenden Landstücken im südlichen Forest County und nördlichen Oconto County, Wisconsin sowie einem kleinen Landstück (ca. 28.000 m²) im Stadtgebiet von Milwaukee, umfasst ca. 50,5795 km, Population 2000: 531)
- Grand Traverse Band of Ottawa and Chippewa Indians[30] (früher: Northern Michigan Ottawa Association, Unit 2, besteht aus Nachfahren der einstigen indianischen Allianz Council of Three Fires - den Odawa (Odaawaa/Ottawa), Anishinabe (Ojibwe/Chippewa) und Potawatomi (Boodewaadami/Bodéwadmi/Bodowadomi), die Reservation sowie zusätzliche Landparzellen, die dem Stamm zur Verwaltung übergeben wurden, umfassen ca. 4,5 km² in Michigan, Population: 3.985 Stammesmitglieder, hiervon leben ca. 1.610 auf Stammesland)
- Hannahville Indian Community[31] (das Reservat (22,21 km²) befindet sich auf der Oberen Halbinsel (Upper Peninsula of Michigan), ca. 24 km westlich von Escanaba, im östlichen Menominee County und südwestlichen Delta County, Michigan, Population 2013: 891)
- Match-e-be-nash-she-wish Band of Pottawatomi[32] (früher als Gun Lake Tribe oder Gun Lake Band, namensgebend war der Potawatomi-Häuptling Match-E-Be-Nash-She-Wish, der 1795 den Vertrag von Greenville mit den Engländern unterzeichnete,[33] Verwaltungssitz ist Dorr im Allegan County, Michigan - der Stamm besteht nach eigener Aussage aus Nachkommen der einstigen Allianz „Council of Three Fires“ - den Anishinabe (Ojibwe/Chippewa), den Odawa (Odaawaa/Ottawa) sowie den Potawatomi (Boodewaadami/Bodéwadmi/Bodowadomi), die sich jedoch heute sowohl sprachlich als auch kulturell als Pottawatomi identifizieren)
- Nottawaseppi Huron Band of Potawatomi (NHBP)[34] (wurden erst 19. Dezember 1995 als Stamm bundesstaatlich anerkannt (federally recognized tribe), das Reservat (524.000 m²) liegt im Athens Township im südwestlichen Calhoun County in Süd-Michigan, trotz ihrer Stammesbezeichnung sind sie sowohl sprachlich als auch kulturell nicht mit den Irokesisch-sprachigen Huronen verwandt - jedoch verweisen beide Bezeichnungen Nottawaseppi und Huron auf das ursprüngliche Stammesgebiet entlang des Clinton River (benannt nach DeWitt Clinton, dem Governor of New York von 1817 bis 1823) im Südosten von Michigan bis zu dessen Mündung in den Lake St. Clair an der kanadischen Grenze, da der Fluss seitens der Stammesallianz in Ojibwe (Anishinaabemowin) einst als Nottawasippee - „Fluss der Klapperschlangen-artigen, d. h. der Huronen“ bezeichnet wurde, übernahmen die verbündeten Franzosen diese indigene Bezeichnung, später nannten die Briten den Fluss daher Huron River of (Lake) St. Clair - jedoch wurde er 1824 in Clinton River umbenannt, um eine Verwechslung mit dem benachbarten Huron River auszuschließen, Population: ca. 800)
- Pokagon Band of Potawatomi[35] (die Pokégnek Bodéwadmik oder Pokagon Band of Potawatomi sind Nachfahren der verbündeten Potawatomi-Siedlungen entlang des Saint Joseph River, Paw Paw River und Kalamazoo Rivers in Südwest-Michigan und Nord-Indiana, namensgebend ist Leopold Pokagon (ca. 1775–1841), ein Potawatomi-Führer (Wkema), seit 1826 Häuptling der Potawatomi im Saint Joseph River Valley, Verwaltungssitz ist Dowagiac, Michigan, das Reservat befindet sich in den sechs Counties von LaPorte, St. Joseph, Elkhart, Starke, Marshall und Kosciusko in Nord-Indiana sowie vier Counties von Berrien, Cass, Van Buren und Allegan in Südwest-Michigan, Population (2014): 4.990)
- Prairie Band Potawatomi Nation[36] (früher Prairie Band of Potawatomi Indians, Eigenbez.: Mshkodésik - „People of the Small Prairie“[37], diese Band lebte ursprünglich entlang des Südufers des Lake Michigan im heutigen Süden von Wisconsin, Norden von Illinois sowie im Nordwesten von Indiana, später wurden sie zwangsweise zusammen mit anderen Gruppen der Potawatomi in den 1830er Jahren während des Indian Removal Act westlich des Mississippi umgesiedelt, zuerst 1835–36 ins Flussgebiet des Platte River in Missouri, 1837 spalteten sich die bis dahin gemeinsam gezogenen Gruppen auf Grund strittiger Fragen in Bezug auf die Akzeptanz der europäischen Kultur und Religion in zwei Bands - die konservative siedelte in der Gegend von Council Bluffs, Iowa, und wurde als Bluff Indians oder Bluff Indian Band bekannt - hier übernahmen sie die Lebensweise der Plains-Indianer mit Bisonjagd und entwickelten sich zu kriegerischen Reiternomaden, die bereits stark akkulturierte und progressivere Mission Band siedelte im Linn County (Kansas) und versuchte Teile ihrer Kultur als nordöstliche Waldland-Indianer der Great Lakes beizubehalten, an beiden Orten kontrollierten sie jeweils ein Gebiet von ca. 20.000 km², zwischen 1837 und 1846 siedelten die Bands weiterhin in zwei verschiedenen Gegenden - die Mission Band entlang des Kansas River, die Prairie Band (vormals: Bluff Indian Band) streifte im Gebiet entlang des Big und Little Soldier Creeks im Jackson County (Kansas), der Versuch im Juli 1846 mittels eines Vertrags die beiden Bands wieder zu vereinigen scheiterte, 1861 wurde ein neuer Vertrag geschlossen, da die internen Differenzen wg. Religion und Kultur nicht gelöst werden konnten, die Mission Band von Linn County wurden US-Bürger und nun als Citizen Band bekannt, während die Prairie Band weiterhin ihren Traditionen folgen wollten, 1867 wurde der Vertrag nochmals überarbeitet und zwei neue Stämme etabliert: die Citizen Band of Potawatomi verkaufte alle Landansprüche in Kansas und siedelte in ihr heutiges Reservat im Gebiet von Shawnee, Oklahoma - die Prairie Band of Potawatomi versuchte jedoch so viel Land ihres Reservats in Kansas, das einst Teile der heutigen Hauptstadt Topeka umfasste, zu behalten, jedoch befand sich 1960 nur noch 22 Prozent des Kansas-Reservats im Besitz der Mitglieder, heutiger Verwaltungssitz ist nahe Mayetta, Jackson County, Kansas)

### Kanada
Southern First Nations Secretariat
- Chippewas of Kettle and Stony Point First Nation[39] (Eigenbez.: Wiiwkwedong Anishinaabek - „Volk an der Bucht“, die First Nation besteht zum Großteil aus Nachfahren der Potawatomi und Anishinabe (Ojibwe/Chippewa) sowie einigen Odawa (Ottawa),[40] Verwaltungssitz im Reservat Kettle Point #44, 35 km NÖ von Sarnia am Südostufer des Lake Huron, ca. 10 km² in Lambton County, Ontario, Population (Mai 2023): 2.647)
- Chippewas of the Thames First Nation[41] (Eigenbez.: Deshkaan Ziibing Anishinaabeg - „Volk entlang des geweihbewehrten Flusses, d. h. des Thames Rivers“, das Reservat der aus Anishinabe (Ojibwe/Chippewa), Odawa (Ottawa) sowie Bodaywadami (Potawatomi) bestehenden First liegt am Nordufer des Thames River, der von den Odawa und Anishinabe als Askunessippi bzw. Eshkani-ziibi - jeweils mit der Bedeutung „Der Fluss mit dem Geweih“ bezeichnet wurde, ca. 20 km südwestlich von London, Ontario, ihr heutiges Territorium umfasst den Großteil des Südwestens von Ontario, Verwaltungssitz: Muncey, Ontario, Population (Mai 2023): 3.109)
- Walpole Island First Nation[42] (Eigenbez.: Bkejwanong First Nation, First Nation aus Potawatomi, Anishinabe (Ojibe/Chippewa) und Odawa (Ottawa) lebt auf Walpole Island (Bkejwanong - „wo sich die Gewässer teilen“), das Reservat umfasst zusätzlich Squirrel Island, St. Anne Island (umgeben von Syme und Johnson River), Seaway Island (mit Ausnahme eines kleinen US-Teils), Bassett Island und Potawatomi Island. Der Fluss oder die Bäche, die diese Inseln trennen, geben dem Gebiet seinen anderen häufig verwendeten Namen, Swejwanong - „viele Gabelungen eines Flusses“, Verwaltungssitz befindet sich auf dem Reservat Walpole Island #46 an der Mündung des St. Clair River in den Lake St. Clair, ca. 50 km nordöstlich von Detroit, Michigan und Windsor, Ontario, Reservat: Walpole Island #46 (zwischen den USA und Kanada), ca. 160 km², Population (Mai 2023): 4.970)

Ogemawahj Tribal Council (OTC)
- Beausoleil First Nation[44] (Eigenbez.: G'Chimnissing, dem indigenen Namen für Christian Island, größtenteils eine Anishinabe (Ojibwe/Chippewa) First Nation, die laut eigener Auskunft zudem auch aus Nachfahren der Potawatomi besteht; jedoch gibt es im Hauptreservat Christian Island #30 Stammesangehörige, die behaupten, von Odawa abzustammen[45][46] die Reservatsgebiete der First Nation befinden sich am Südende der Georgian Bay auf Christian Island, Beckwith Island und Hope Island im heutigen Simcoe County, Ontario, Reservate: Christian Island #30 (südöstlich der Georgian Bay), Christian Island #30A (16 km westlich von Midland), Chippewa Island (30 km südlich von Parry Sound Island),[47] Population (Mai 2023): 3.114)
- Moose Deer Point First Nation[48] (das Reservat Moose Point #79 liegt ca. 51 km westlich von Bracebridge am Ostufer der Georgian Bay, Ontario, die First Nation liegt innerhalb des Township of Georgian Bay, mit drei separaten Parzellen von Land: King Bay und Isaac Bay (als Wohngebiete) sowie Gordon Bay (als Handels-, Freizeit- und Verwaltungszentrum), Verwaltungssitz: MacTier, Ontario, ca. 2,50 km², Population (Mai 2023): 536)

United Chiefs and Councils of Mnidoo Mnising
- M'Chigeeng First Nation[50] (Eigenbez.: M'Chigeeng - „[Volk aus einem] Dorf umgeben von gestuften Klippen“, vormals West Bay Indian Nation, bestehend aus Nachfahren der Drei-Feuer-Konföderation: Odawa, Anishinabe (Ojibwe/Chippewa) und Potawatomi, sie ist die zweitgrößte First Nation auf Manitoulin Island („Geister-Insel“) im Huronsee, der zugleich größten in einem See gelegenen Insel der Erde (Binnenseeinsel). Die Odawa und Anishinabe nennen die Insel heute Odwa-minis („Insel der Odawa“). Die heutigen Anishinabeg kamen Mitte des 19. Jhd. von der Nordküste des Huronsees und siedelten sich auf Manitoulin an, Verwaltungssitz: M’Chigeeng (Lautschrift: chig-GEEN, vormals: West Bay), Ontario, Reservat: M'Chigeeng #22, ca. 30,95 km², Population (Mai 2023): 2.752)

Wabun Tribal Council
- Saugeen First Nation[52] (Eigenbez.: Saukiing Saukiing Anishnaabekiing bzw. Zaagiing Saukiing Anishnaabekiing - „Volk am Abfluss, d. h. an der Mündung des Flusses (des Saugeen Rivers)“, offizieller Name jedoch: Chippewas of Saugeen, obwohl meist Anishinabe (Ojibwe/Chippewa) gibt es auch viele Nachkommen von Odawa und Potawatomi (Bodéwadmi), die auf Grund des Kriegs von 1812 aus den USA nordwärts flohen und sich am Ostufer der Bruce Peninsula (auch: Saugeen Peninsula) in Ontario niederließen, zusammen mit der Chippewas of Nawash Unceded First Nation werden sie als Saugeen Ojibway Nation Territories oder als Chippewas of Saugeen Ojibway Territory bezeichnet, da die Nawash und Saugeen First Nations sich Stammesgebiete im Südwesten von Ontario teilen, die Reservate liegen entlang des Saugeen River und am Lake Huron sowie im Süden der Bruce Peninsula in Ontario, ca. 3,2 km nordöstlich des Verwaltungszentrums Southampton und ca. 29 km von Owen Sound, Ontario, Reservate: Chief's Point #28, Saugeen #29, Saugeen Hunting Grounds #60A, Saugeen & Cape Croker Fishing Island #1[53], Population (Mai 2023): 1.959) Diese First Nation darf nicht mit der Ojibway Nation of Saugeen verwechselt werden.

Independent First Nations
- Chippewas of Nawash Unceded First Nation[54] (Eigenbez.: Neyaashiinigmiing Anishinaabek - „Volk von einem Landpunkt, der auf drei Seiten von Wasser umgeben ist, d. h. einer Landzunge“, früher: Cape Croker First Nation, namensgebend ist Häuptling Nawash, der zusammen mit Tecumseh im Krieg von 1812 kämpfte, nach der Niederlage flohen viele Odawa und Potawatomi (Bodéwadmi) aus den USA nordwärts zu den Anishinabe (Ojibwe/Chippewa) am Ostufer der Bruce Peninsula, so dass die heutige First Nation zumeist aus Anishinabe sowie auch aus Nachkommen von Odawa und Potawatomi (Bodéwadmi) besteht, der Verwaltungssitz befindet sich im bevölkerungsreichsten Reserve Neyaashiinigmiing #27 am Ostufer der Bruce Peninsula (auch Saugeen Peninsula) südwestlich der Georgian Bay (Manitou Gichigaming - „See des Großen Geistes, d. h. Manitous“), Ontario, ca. 26 km entfernt von Wiarton, 64 km von Owen Sound oder 250 km von Toronto, zusammen mit der Saugeen First Nation werden sie als Saugeen Ojibway Nation Territories oder Chippewas of Saugeen Ojibway Territory bezeichnet, da die Nawash und Saugeen First Nations sich Stammesgebiete im Südwesten von Ontario teilen, Reservate: Cape Croker Hunting Ground #60B, Neyaashiinigmiing #27, Saugeen & Cape Croker Fishing Island #1, ca. 63,80 km², Population (Mai 2023): 2.824)
- Wasauksing First Nation[55] (Eigenbez.: Waaseyakosing - „Ein Ort, der im Widerschein des heiligen Lichts hell leuchtet“, früher Parry Island First Nation, ist eine Anishinabe (Ojibwe/Chippewa), Odawa (Ottawa) und Potawatomi (Bodéwadmi) First Nation auf Parry Island in der Georgian Bay, mit ca. 77 km² und einer 126 km langen Uferlinie eine der größten Inseln der Großen Seen, Verwaltungssitz befindet sich im Reservat Parry Island First Nation, 64 km westlich von Huntsville am Ostufer der Georgian Bay, Population (Mai 2023): 1.396)
- Wikwemikong First Nation[56] („Bucht der Biber“, auch: Wikwemikong Unceded Indian Reserve, die First Nation - bestehend aus Nachfahren der Odawa, Potawatomi sowie Anishinabe (Ojibwe/Chippewa), ist die bevölkerungsreichste First Nation auf Manitoulin Island, das Hauptreservat Wikwemikong Unceded I.R. liegt auf einer Halbinsel am östlichen Ende der Insel Manitoulin und an der Küste der Georgian Bay, das kleinere Reservat Point Grondine liegt am gegenüberliegenden Ufer der Georgian Bay nahe Killarney im Sudbury District auf dem Festland von Ontario, die Odawa lebten bereits seit Mitte 1600er Jahre auf der Insel, drei Potawatomi-Familien siedelten seit 1832 und ab 1850 schlossen sich flüchtende Anishinabe diesen an, in den folgenden Jahren mussten die Stämme auf Manitoulin Island in mehreren Verträgen den Großteil des Landes an Kanada abtreten und wurden in Reservaten angesiedelt - die heutigen Saugeen, Sheguiandah, Sheshegwaning, Zhiibaahaasing und Aundeck-Omni-Kaning First Nations; - 1968 wurde die First Nation sowie das heutige Reservat anerkannt, sie besteht aus drei früher eigenständigen Bands - Manitoulin Island Indian Reserve, Point Grondine, South Bay - die niemals Land abgetreten hatten (daher: Wikwemikong Unceded Indian Reserve), Verwaltungssitz: Wikwemikong, Ontario, Reservate: Wikwemikong Unceded I.R., Point Grondine, 412,97 km², Population (Mai 2023): 8.610)

## Demografie
Schätzungen der Gesamtbevölkerung der Potawatomi sind schwierig, weil es an vergleichbaren Daten mangelt. Aus dem gesamten achtzehnten und neunzehnten Jahrhundert gibt es nur unvollständige Zahlenangaben. Diese bestehen in der Regel aus der Zahl der Krieger unter Waffen, die für oder gegen Briten und Franzosen eingesetzt werden konnten. Außerdem fehlten häufig zahlreiche Dörfer im südlichen Wisconsin und nördlichen Illinois in der Berechnung. Die Standardschätzung aus frühgeschichtlicher Zeit um 1600 lautete 4.000 und könnte aus der ersten Zählung der Franzosen stammen. Die nächsten Schätzungen kamen von französischen Missionaren und Regierungsagenten aus der Zeit zwischen 1653 und 1695. Diese ergaben 700 Krieger und eine Gesamtbevölkerung von 3.000 Personen. Nach 1778 sprachen die Briten von 2.250 Stammesangehörigen, doch diese Schätzung gilt als ebenso unvollständig, wie eine amerikanische Schätzung aus den 1830er Jahren, die 6.500 Personen angab. In den 1850er Jahren waren mehr als 600 „wandernde Potawatomi“ in Wisconsin bekannt, doch niemand hatte die zuvor nach Kanada geflüchteten Stammesangehörigen gezählt. Außerdem gab es zahlreiche Potawatomi, die sich anderen Stämmen anschlossen, so etwa fünfhundert den Kickapoo unter Kenekuk, mehrere hundert den Menominee und einige den Kickapoo in Mexiko.
Der offizielle US-Zensus von 1836 ergab insgesamt 6.694 Potawatomi, die in den Vereinigten Staaten lebten. Allerdings ist zu berücksichtigen, dass in dieser Zeit eine große Anzahl an Stammesangehörigen in den Wäldern Wisconsins oder auf dem Weg nach Kanada nicht vom Zensus erfasst wurde. Zusammen mit diesen Personen ist eine Gesamtzahl von neun- bis zehntausend Potawatomi in der ersten Hälfte des neunzehnten Jahrhunderts wahrscheinlich.
Der US-Zensus von 2000 ergab insgesamt 15.817 Potawatomi. In Kanada lebten zu dieser Zeit rund 6.000 Stammesangehörige.
| Jahr | Gesamt | USA    | Kanada |
| ---- | ------ | ------ | ------ |
| 1667 | 4.000  |        |        |
| 1765 | 1,500  |        |        |
| 1766 | 1.750  |        |        |
| 1778 | 2.250  |        |        |
| 1783 | 2.000  |        |        |
| 1795 | 1.200  |        |        |
| 1812 | 2.500  |        |        |
| 1820 | 3.400  |        |        |
| 1843 |        | 1.800  |        |
| 1854 | 4.440  | 4,040  | 400    |
| 1889 | 1.582  | 1.416  | 166    |
| 1908 | 2.742  | 2.522  | 220    |
| 1910 | 2.620  | 2.440  | 180    |
| 1990 | 23.000 | 17.000 | 6.000  |
| 1997 | 25.000 |        |        |
| 1998 | 28.000 |        |        |